# David Torres (calciatore 2003)
David Torres Ortiz (Valladolid, 5 marzo 2003) è un calciatore spagnolo, difensore del Real Valladolid.

## Biografia
Suo padre Javier Torres Gómez è stato un calciatore professionista e giocò per 12 anni con il Real Valladolid.

## Carriera

### Club
Torres è un prodotto giovanile del Real Valladolid; ha esordito con la squadra B il 25 settembre 2021, entrando nel finale della sconfitta esterna per 4-2 contro il Cultural y Deportiva Leonesa in terza divisione.
Ha esordito in prima squadra il 12 novembre 2022, giocando titolare nella vittoria per 2-0 contro il Barbadás, in Coppa del Re. Il suo esordio nella Liga è avvenuto il 21 gennaio successivo, nella sconfitta per 3-0 contro l'Atlético Madrid.

### Nazionale
Ha giocato nella nazionale spagnola Under-19.

## Statistiche

### Presenze e reti nei club
Statistiche aggiornate al 23 maggio 2023.
| Stagione        | Squadra           | Campionato      | Campionato | Campionato | Coppe nazionali | Coppe nazionali | Coppe nazionali | Coppe continentali | Coppe continentali | Coppe continentali | Altre coppe | Altre coppe | Altre coppe | Totale | Totale |
| Stagione        | Squadra           | Comp            | Pres       | Reti       | Comp            | Pres            | Reti            | Comp               | Pres               | Reti               | Comp        | Pres        | Reti        | Pres   | Reti   |
| --------------- | ----------------- | --------------- | ---------- | ---------- | --------------- | --------------- | --------------- | ------------------ | ------------------ | ------------------ | ----------- | ----------- | ----------- | ------ | ------ |
| 2021-2022       | Real Valladolid B | PDR             | 12         | 0          |                 | -               | -               | -                  | -                  | -                  | -           | -           | -           | 12     | 0      |
| 2022-2023       | Real Valladolid B | PF              | 15         | 0          |                 | -               | -               | -                  | -                  | -                  | -           | -           | -           | 15     | 0      |
| 2022-2023       | Real Valladolid   | PD              | 5          | 0          | CR              | 2               | 0               | -                  | -                  | -                  | -           | -           | -           | 7      | 0      |
| Totale carriera | Totale carriera   | Totale carriera | 32         | 0          |                 | 2               | 0               |                    | -                  | -                  |             | -           | -           | 34     | 0      |